# Walentina Doronina

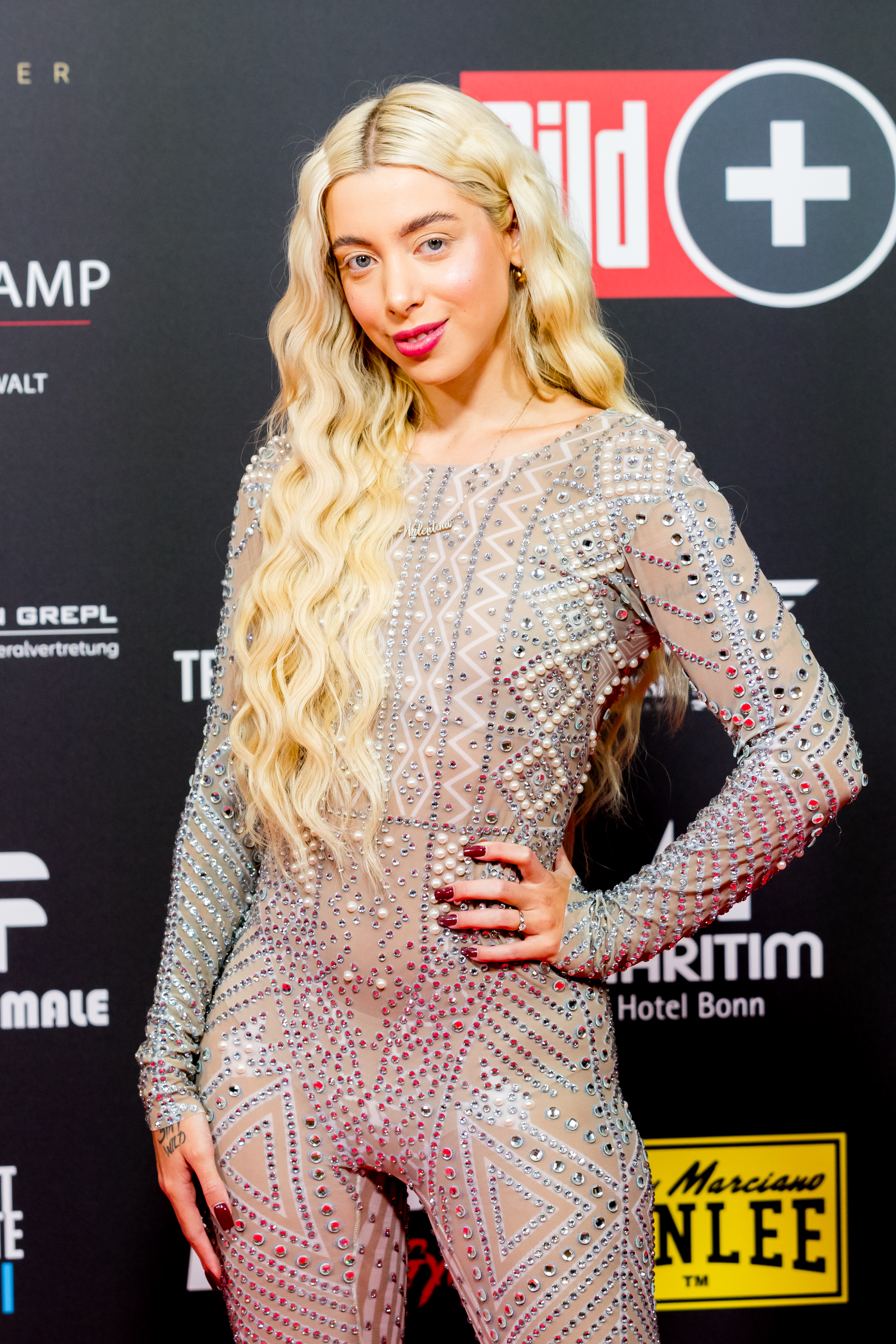
Walentina Doronina (2023)

Walentina Doronina (* 11. Mai 2000 in Essen; bürgerlich Walentina Wünnenberg) ist eine deutsche Reality-TV-Teilnehmerin und Influencerin.

## Leben
Walentina Wünnenberg wuchs in Essen auf und ist im Stadtteil Rüttenscheid beheimatet. Sie arbeitete als Kellnerin und später bei Mobilcom Debitel. Diese Tätigkeit übte sie auch noch zu Beginn ihrer Influencertätigkeit und Reality-TV-Auftritte aus. Für ihre öffentlichen Auftritte legte sie sich das russische Pseudonym „Doronina“ zu.
Ihre Fernsehkarriere startete 2020 mit der Teilnahme an der ersten Staffel von the Ex on the Beach, in der sie auf ihre Jugendliebe Christopher Baum traf. Es folgten weitere Auftritte bei CoupleChallenge – Das stärkste Team gewinnt oder Germany Shore. In diesen Sendungen fiel Doronina durch ihr temperamentvolles Auftreten und ihre Konfliktbereitschaft auf. In der achten Staffel vom Sommerhaus der Stars waren sie und ihr Verlobter an der Eskalation einer Situation beteiligt, was zu einem Ausschluss aus der Sendung führte.

## Privatleben
Im September 2022 gab Doronina ihre Beziehung mit dem Unternehmer Can Kaplan bekannt. Nach ihrem Auszug bei Promi Big Brother machte ihr Kaplan in der anschließenden Late Night Show im Dezember 2022 ihr einen Heiratsantrag, den sie annahm. Im Juni 2024 machte Doronina jedoch die Trennung von Kaplan öffentlich und warf Kaplan körperliche Misshandlungen vor. Kaplan wies die Anschuldigungen zurück und erhob Anfang 2025 gegensätzliche Vorwürfe, dass Doronina ihm gegenüber regelmäßig gewalttätig gewesen sein soll.
Im September 2024 gab Doronina eine Beziehung mit dem Profiboxer Kevin Saszik bekannt, kurz vor ihrer Teilnahme am Fame Fighting im November 2024 die Trennung. Ende Dezember 2024 machte Doronina öffentlich, mit Calvin Steiner, der wie sie an der 4. Staffel von Germany Shore teilnahm, liiert zu sein.

## Fernsehformate
- 2020: Ex on the Beach

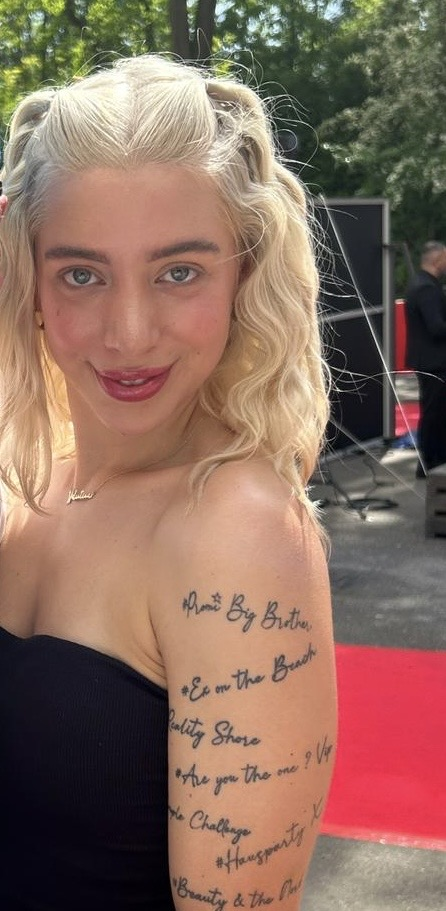
Doronina mit Armtätowierungen von Titeln der Sendungen, in denen sie auftrat (2024)

- 2021: CoupleChallenge – Das stärkste Team gewinnt
- 2021: Are You The One – Reality Stars in Love
- seit 2021: Germany Shore (Reality Shore)
- 2022: Hausparty X – Wer hat den besten Vibe?
- 2022: Swipe, Match, Love?
- 2022: Promi Big Brother
- 2023: Britt – Der Talk
- 2023: Eating with my Ex
- 2023: Mein Mann kann
- 2023: VIPs Only! Mit dem Jetset um die Welt
- 2023: Beauty & The Nerd
- 2023: Das Sommerhaus der Stars – Kampf der Promipaare
- 2024: Sex, Alkohol, Manipulation? Reality-TV-Stars packen aus
- 2024: Fame Fighting (Gewinnerin)
- 2025: My Style Rocks Germany
- 2025: The Ultimate Hype